# Gustav Josephthal
Gustav Josephthal (* 8. September 1831 in Ansbach; † 15. Oktober 1914 in Nürnberg) war ein deutscher Rechtsanwalt. Josephthal war Vorsitzender der Nürnberger jüdischen Gemeinde und der Nürnberger Anwaltskammer sowie Großvater des späteren israelischen Ministers Georg (Giora) Josephthal.